# Джо Борг
Джо Борг  (Joe Borg), 19 березня 1952, Валлетта) — мальтійський політик та дипломат. Був міністром закордонних справ та керував переговорами Мальти щодо вступу до ЄС.

## Життєпис
Джо Борг народився 19 березня 1952 року. Вищу освіту отримав в Уельсі в 1988 році. В 1975 році на Мальті захистив звання доктора юридичних наук та магістра права.

## Кар'єра
Починаючи з 1979 року, Борг займав різні академічні посади в Мальтійському університеті, в основному зосереджуючись на законах про Промислове право та Європейське право. Він також обіймав посади юридичного радника компаній та корпоративних органів на Мальті та інших країнах.
В політиці Борг розпочав свою кар'єру радником міністра закордонних справ з питань Європейського Союзу, перебував на посаді з 1989 по 1995 рік. З 1992 по 1995 рік також був членом Ради директорів Мальтійського центрального банку . Був обраний Парламентом у 1995 році членом Націоналістичної партії. Пізніше він обіймав посаду секретаря парламенту в Міністерстві закордонних справ з 1998 по 1999 рік. У 1999 році був призначений Міністром закордонних справ. Він обіймав цю посаду, поки не був призначений комісаром з питань рибного господарства та морських справ у 2004 році після вступу Мальти до ЄС. Джо Борг — перший мальтійський комісар ЄС.

### Комісар з питань рибного господарства
Як Європейський Комісар, несе відповідальність за дієвість Комплексної морської політики ЄС та інноваційні заходи в галузі рибного господарства, зокрема, за рахунок залучення зацікавлених сторін та боротьби з незаконною риболовлею діями, які забезпечують сталість розвитку. Однак європейська рибальська політика досі не була успішною, і 91 % риболовлі, були класифіковані як «переловлені» до 2015 року, до цього часу ЄС взяв на себе зобов'язання досягти міжнародних цілей.
Борг викликав суперечки серед екологічних груп, виступаючи проти заборони на продаж блакитного тунця та іншої рідкісної риби, яка продається за тисячі фунтів у Японії. Його позиція щодо блакитного тунця пов'язана з тим, що галузь заробляє 100 мільйонів євро.
Борг прокоментував у газеті «Мальтійський таймс», що" саме завдяки великій наполегливій роботі на моєму рівні та на рівні мого персоналу багато пропозицій, погоджених комісією, врахували мальтійську чутливість".
Незабаром після закінчення повноважень комісара з рибного господарства у 2010 році його призначили головою Середземноморської академії дипломатичних досліджень

## Сім'я
Борг одружений, його дружина Ізабеллі, подружжя має двох дітей, Джозефа та Клару.

## Відзнаки
- Борг був удостоєний почесного доктора університетом в Ессексі в липні 2003 року.
- Джо Борг — кавалер ордена Трьох зірок
- Борг — лицар ордена Білої зірки 1 ступеня

## Публікації
- 1995 рік — автор Закону про Мальтійські компанії
- 2013 рік — Переконання, суть дипломатії: на честь професора Дітріха Каппелера, видавець = Diploma Foundation